# Richard Krajicek
Richard Krajicek, fullständigt namn Richard Peter Stanislav Krajiicek, född 6 december 1971 i Rotterdam, är en nederländsk högerhänt tidigare professionell tennisspelare.
Richard Krajicek blev professionell tennisspelare 1989 vid 18 års ålder. Han kom att tillhöra världseliten under större delen av 1990-talet, mellan 1995 och 2000 var han en av de tio bästa spelarna och nådde sin högsta ATP-ranking 1999, då han var världsfyra i singel. Totalt vann han 17 turneringar varav tre i dubbel. Han vann en singeltitel i Grand Slam-turneringar.

## Tenniskarriären
Krajicek vann sin första ATP-titel i singel 1991 i Hongkong och samma år också sin första dubbeltitel (Hilversum). Samma år spelade han också sina första Grand Slam-turneringar. År 1992 nådde han semifinal i Australiska öppna efter segrar över bland andra Michael Chang och Michael Stich. Han tvingades dock dra sig ur tävlingen på grund av en axelskada. Året därpå, 1993, spelade han semifinal i Franska öppna, men förlorade mot Jim Courier.
Han nådde 1996, lågt seedad, finalen i Wimbledonmästerskapen efter en sensationell kvartsfinalvinst över den då trefaldige mästaren, amerikanen Pete Sampras och semifinalvinst över den australiske spelaren Jason Stoltenberg. I finalen mötte han den amerikanske spelaren MaliVai Washington, som med sin finalplats nådde höjdpunkten i sin tenniskarriär. Krajicek vann finalen med 6-3, 6-4, 6-3 och tog därmed sin första och enda Grand Slam-titel. År 1998 nådde Krajicek åter semifinalen i Wimbledon.
Som ett kuriosum kan nämnas att Krajicek 1999 i kvartsfinalen i US Open mot Jevgenij Kafelnikov slog hela 49 serveess, vilket är en rekordnotering i dessa sammanhang. Trots detta förlorade han matchen.
Krajicek spelade 1991-2000 vid flera tillfällen i det nederländska Davis Cup-laget, samtliga gånger i slutspelsgruppen (World Group). Han spelade 15 matcher av vilka han vann sju. År 1993 mötte laget Sverige. Krajicek förlorade då mot såväl Magnus Larsson som Magnus Gustafsson.
Han avslutade sin aktiva tenniskarriär 2003 i samband med en akut hälskada, han hade då inte vunnit någon titel sedan 1999.

## Spelaren och personen
Richard Krajicek är son till tjeckiska immigranter i Nederländerna. Han började spela tennis som barn under ledning av sin far, Petr Krajicek. Han visade tidigt talang för tennis, och vann nationella ungdomsmästerskapen vid fyra tillfällen. 
Han är en reslig, atletisk person (1,95 meter lång), som till skillnad från flera av sina samtida spelarkolleger valde att spela backhand med enhandsfattning. Hans serve är av mycket hög klass.
Från 1996 var Richard Krajicek förföljd av skador i knäna, vilket tvingade honom att genomgå ett flertal meniskoperationer. Problem med armbågen tvingade honom till operation och ett speluppehåll på 20 månader 1991-92. Möjligen var det en hälskada som fick honom att ge upp sin karriär. 
År 1993 grundade han Richard Krajicek-stiftelsen, avsedd att underlätta för ungdom att spela tennis och fotboll. 
Han är sedan 1999 gift med Daphne Deckers. Paret har två barn. Krajicek är äldre bror till Michaëlla Krajicek som också är professionell tennisspelare.

## Grand Slam-titlar
- Wimbledonmästerskapen
  - Singel - 1996